# Ferdinand Piloty
Ferdinand Piloty, född den 28 augusti 1786 i Homburg, död den 8 januari 1844 i München, var en tysk litograf. Han var far till Carl och Ferdinand von Piloty.
Piloty började som målare, men ägnade sig efter litografiens uppfinnande åt denna konst och nådde en sådan skicklighet, att han nämndes jämte Senefelder, uppfinnaren, samt Mannlich och Strixner som en av världens främsta tecknare på sten. Till hans märkligaste arbeten, utförda tillsammans med andra tecknare, hör Oeuvres lithographiques (1808-15, 432 blad efterbildningar från handteckningskabinettet i München), ett för sin tid beundransvärt verk, samt Königliche Bayerische Pinakothek zu München und Gemäldegallerie zu Schleissheim (1837 ff.), litografiska avbildningar av de främsta målningarna i de nämnda gallerierna. 